# Charley's Aunt (film, 1926)
Pour les articles homonymes, voir  Charley's Aunt.
Pour plus de détails, voir Fiche technique et Distribution.
Charley's Aunt (Charleys tant) est une comédie muette suédoise de 1926 réalisée par Elis Ellis et le mettant en vedette aux côtés de Ralph Forbes et Renée Björling.
Le film est adapté de la pièce de 1882 La Marraine de Charley de Brandon Thomas.
Les décors du film ont été conçus par le directeur artistique Vilhelm Bryde.

## Fiche technique
- Titre original : Charley's Aunt
- Réalisation : Elis Ellis
- Scénario : Sam Ask, Elis Ellis, d'après une pièce de théâtre de Brandon Thomas.
- Photographie : Sven Bardach, Axel Lindblom
- Montage :
- Musique :
- Production :
- Direction artistique : Vilhelm Bryde
- Pays de production : Suède
- Langue originale : muet
- Format : noir et blanc
- Genre : comédie
- Durée :
- Dates de sortie :
  - Suède : 22 mars 1926

## Distribution
- Elis Ellis : Lord Francourt Bobberley
- Ralph Forbes : Jack Chesney
- Olav Riégo : Charles Wykeham
- Renée Björling : Kitty Werden
- Inga Sundblad-Ellis : Annie Speetigue
- Axel Hultman : Jeremias Speetigue
- Sven Bergvall : Sir Francis Chesney
- Magda Holm : Ella Delahay
- Anna Bergvall : Dona Lucia d'Alvadorez
- Gustaf Hjärne : Brasset